# Nati nel 1792
| Questa pagina contiene informazioni ricavate automaticamente dalle voci biografiche con l'ausilio del template Bio e di un bot. L'aggiornamento è periodico e automatico e ricostruisce completamente la pagina. Se manca una persona in questa lista, sei pregato di non aggiungerla, ma accertati piuttosto che la sua voce biografica contenga il template Bio e che i dati anagrafici siano correttamente compilati. Se il template Bio manca, inseriscilo tu stesso o, in alternativa, metti l'avviso {{tmp\|Bio}} che ne segnala la mancanza. Se i dati riportati sono sbagliati, correggi direttamente la voce biografica; le modifiche saranno visibili in questa lista entro pochi giorni. Per chiarimenti vedi il progetto biografie. La lista contiene solo le 251 persone che sono citate nell'enciclopedia e per le quali è stato implementato correttamente il template Bio. Pagina aggiornata al 26 lug 2025. |

## Gennaio(15)
- 1º gennaio - Therese Malfatti, musicista austriaca († 1851)
- 3 gennaio - Jacobo José Fitz-James Stuart, nobile spagnolo († 1795)
- 7 gennaio - Enrico Marconi, architetto italiano († 1863)
- 8 gennaio - Lowell Mason, organista e compositore statunitense († 1872)
- 12 gennaio - Johan August Arfwedson, chimico svedese († 1841)
- 12 gennaio - Michele Morelli, patriota e militare italiano († 1822)
- 13 gennaio - Jakob Schlesinger, pittore e restauratore tedesco († 1855)
- 15 gennaio - Michail Nikolaevič Lermontov, ammiraglio russo († 1866)
- 15 gennaio - Giuseppe Martelli, architetto italiano († 1876)
- 16 gennaio - Adam di Württemberg, nobile († 1847)
- 16 gennaio - George Cholmondeley, II marchese di Cholmondeley, politico e nobile britannico († 1870)
- 17 gennaio - Rodolfo Vantini, ingegnere e architetto italiano († 1856)
- 24 gennaio - Friedrich Wilhelm von Brandenburg, generale e politico prussiano († 1850)
- 24 gennaio - Karl August von Brandenstein, generale prussiano († 1863)
- 31 gennaio - Salvatore Betti, letterato italiano († 1882)

## Febbraio(18)
- 1º febbraio - Johann Friedrich Dieffenbach, chirurgo tedesco († 1847)
- 1º febbraio - Célestin Du Pont, cardinale e arcivescovo cattolico francese († 1859)
- 4 febbraio - James Gillespie Birney, politico statunitense († 1857)
- 5 febbraio - Henry Somerset, VII duca di Beaufort, politico e ufficiale inglese († 1853)
- 7 febbraio - Paolo Racchia, politico italiano († 1849)
- 8 febbraio - Carolina Augusta di Baviera, principessa tedesca († 1873)
- 9 febbraio - Pamfil Nazarovič Nazarov, militare e scrittore russo († 1839)
- 17 febbraio - Karl von Baer, biologo, geografo e geologo tedesco († 1876)
- 19 febbraio - Lucie Ingemann, pittrice danese († 1868)
- 19 febbraio - Roderick Impey Murchison, geologo e paleontologo scozzese († 1871)
- 20 febbraio - Eliza Courtney, nobildonna inglese († 1859)
- 23 febbraio - José Joaquín de Herrera, politico messicano († 1854)
- 24 febbraio - Vincenzo Antinori, fisico, meteorologo e storico della scienza italiano († 1865)
- 25 febbraio - Johann Georg Christian Lehmann, botanico tedesco († 1860)
- 26 febbraio - Caleb Smith Woodhull, politico e avvocato statunitense († 1866)
- 28 febbraio - Karl Friedrich Heusinger, patologo tedesco († 1883)
- 29 febbraio - Károly Andrássy, politico ungherese († 1845)
- 29 febbraio - Gioachino Rossini, compositore italiano († 1868)

## Marzo(11)
- 1º marzo - Camillo Piatti, politico italiano († 1883)
- 4 marzo - Lucio Norberto Mansilla, militare e politico argentino († 1871)
- 6 marzo - Jean-Jacques Willmar, politico lussemburghese († 1866)
- 7 marzo - John Herschel, astronomo, matematico e chimico britannico († 1871)
- 14 marzo - Friedrich Staps, tedesco († 1809)
- 15 marzo - Virginie Ancelot, scrittrice, drammaturga e pittrice francese († 1875)
- 21 marzo - Bernardo Bellini, poeta, drammaturgo e tipografo italiano († 1876)
- 21 marzo - Gerolamo Berlinguer, militare italiano († 1869)
- 23 marzo - Celestino Quarelli di Lesegno, magistrato e politico italiano († 1868)
- 28 marzo - Thomas M'Clintock, farmacista statunitense († 1876)
- 30 marzo - Gioacchino Taddei, chimico, medico e politico italiano († 1860)

## Aprile(15)
- 1º aprile - Karl Gottlob Zumpt, filologo classico e latinista tedesco († 1849)
- 2 aprile - Samuele Biava, poeta italiano († 1870)
- 2 aprile - Francisco de Paula Santander, generale e politico colombiano († 1840)
- 4 aprile - Thaddeus Stevens, politico statunitense († 1868)
- 6 aprile - Pasquale Amodio, avvocato e patriota italiano († 1865)
- 8 aprile - Guglielmo di Baden, nobile († 1859)
- 8 aprile - Gerolamo Ramorino, generale italiano († 1849)
- 12 aprile - John Lambton, I conte di Durham, politico inglese († 1840)
- 14 aprile - Antonio Nibby, storico, archeologo e topografo italiano († 1839)
- 16 aprile - Filippo de Angelis, cardinale e arcivescovo cattolico italiano († 1877)
- 22 aprile - Gaspare Domenico Regis, militare, politico e patriota italiano († 1872)
- 23 aprile - John Thomas Romney Robinson, fisico, astronomo e meteorologo irlandese († 1882)
- 25 aprile - John Keble, teologo, poeta e religioso inglese († 1866)
- 29 aprile - Matthew Vassar, mercante e filantropo statunitense († 1868)
- 30 aprile - Michele Foderà, fisiologo, biologo e scrittore italiano († 1848)

## Maggio(15)
- 1º maggio - Jacques Camou, generale francese († 1868)
- 1º maggio - Thomas-Marie-Joseph Gousset, cardinale e arcivescovo cattolico francese († 1866)
- 6 maggio - Gaetano Baccani, architetto italiano († 1867)
- 6 maggio - Martin Ohm, matematico tedesco († 1872)
- 10 maggio - Giuseppe Naudin, pittore italiano († 1872)
- 13 maggio - Papa Pio IX, papa, arcivescovo cattolico e cardinale italiano († 1878)
- 15 maggio - Lajos Aulich, patriota ungherese († 1849)
- 15 maggio - James Mayer de Rothschild, banchiere francese († 1868)
- 16 maggio - Fryderyk Buchholtz, artigiano polacco († 1837)
- 17 maggio - Anne Isabella Milbanke, nobile, mecenate e matematica britannica († 1860)
- 18 maggio - Thomas Herbert Maddock, funzionario e politico britannico († 1870)
- 18 maggio - Margaret Ann Neve, supercentenaria britannica († 1903)
- 21 maggio - Gaspard Gustave de Coriolis, matematico e fisico francese († 1843)
- 22 maggio - Pietro Camporese il Giovane, architetto italiano († 1873)
- 30 maggio - Bernardo di Sassonia-Weimar-Eisenach, militare tedesco († 1862)

## Giugno(18)
- 3 giugno - Giovanni Battista Bassi, architetto, matematico e meteorologo italiano († 1879)
- 7 giugno - Busso XVI von Alvensleben, militare tedesco († 1879)
- 7 giugno - Costanza Monti, poetessa italiana († 1840)
- 8 giugno - Giovanni Antonio Carbonazzi, politico italiano († 1873)
- 13 giugno - Paolo Appiani di Castelletto, politico italiano († 1863)
- 13 giugno - Girolamo Segato, cartografo, naturalista e egittologo italiano († 1836)
- 14 giugno - Guglielmo di Nassau, duca († 1839)
- 15 giugno - Thomas Mitchell, esploratore scozzese († 1855)
- 16 giugno - Francis Johnson, docente e musicista statunitense († 1844)
- 16 giugno - John Linnell, pittore britannico († 1882)
- 19 giugno - Gustav Schwab, poeta e scrittore tedesco († 1850)
- 21 giugno - Ferdinand Christian Baur, teologo tedesco († 1860)
- 22 giugno - Domenico della Madre di Dio, religioso italiano († 1849)
- 22 giugno - James Beaumont Neilson, inventore scozzese († 1865)
- 23 giugno - Ferdinando Prat, militare e politico italiano († 1862)
- 26 giugno - Christian Albrecht Jensen, pittore danese († 1870)
- 28 giugno - William Neville, IV conte di Abergavenny, nobile inglese († 1868)
- 30 giugno - Johann Franz von Schaffgotsch, generale austriaco († 1866)

## Luglio(11)
- 5 luglio - Jean Civiale, chirurgo francese († 1867)
- 8 luglio - Johann Georg Anderegg, imprenditore e politico svizzero († 1856)
- 10 luglio - George M. Dallas, politico e diplomatico statunitense († 1864)
- 10 luglio - Frederick Marryat, romanziere inglese († 1848)
- 11 luglio - Heinrich Emanuel Grabowski, botanico polacco († 1842)
- 12 luglio - Pierre Justin Sabatier, numismatico francese († 1869)
- 14 luglio - Giuseppe Doveri, matematico e filantropo italiano († 1857)
- 19 luglio - Pio Vincenzo Forzani, vescovo cattolico italiano († 1859)
- 21 luglio - William Sharp Macleay, entomologo inglese († 1865)
- 27 luglio - Maria Quitéria, militare brasiliana († 1853)
- 29 luglio - Peter von Hess, pittore tedesco († 1871)

## Agosto(16)
- 4 agosto - Percy Bysshe Shelley, poeta britannico († 1822)
- 4 agosto - Marie Dominique Auguste Sibour, arcivescovo cattolico francese († 1857)
- 7 agosto - Alessandrina Tambasco, patriota italiana († 1879)
- 10 agosto - Charles-François Nanteuil-Leboeuf, scultore francese († 1865)
- 13 agosto - Adelaide di Sassonia-Meiningen, regina († 1849)
- 18 agosto - John Russell, I conte di Russell, politico inglese († 1878)
- 19 agosto - Edward Hincks, orientalista, egittologo e assiriologo irlandese († 1866)
- 19 agosto - Agostino Kotzian, imprenditore austriaco († 1878)
- 20 agosto - Jakob Ignaz Hittorff, architetto e archeologo francese († 1867)
- 21 agosto - Pëtr Pletnëv, poeta e critico letterario russo († 1866)
- 22 agosto - François-Xavier Badoud, notaio e politico svizzero († 1852)
- 24 agosto - Joaquim António de Aguiar, politico portoghese († 1884)
- 24 agosto - John Pierre Burr, attivista statunitense († 1864)
- 26 agosto - Manuel Oribe, politico uruguaiano († 1857)
- 27 agosto - Federico Manfredini, vescovo cattolico italiano († 1882)
- 28 agosto - Giuseppe Gandolfo, pittore italiano († 1855)

## Settembre(26)
- 2 settembre - Bransby Blake Cooper, medico e chirurgo inglese († 1853)
- 2 settembre - Giuseppe Antonio Corte, politico italiano († 1858)
- 2 settembre - Vicente Ramón Roca, politico ecuadoriano († 1858)
- 5 settembre - Ours-Pierre-Armand Petit-Dufrénoy, geologo e mineralogista francese († 1857)
- 6 settembre - Mario Mattei, cardinale e vescovo cattolico italiano († 1870)
- 9 settembre - Giuliano Bollo, politico italiano († 1878)
- 9 settembre - Lev Alekseevič Perovskij, mineralogista russo († 1856)
- 11 settembre - John Gayle, magistrato e politico statunitense († 1859)
- 12 settembre - Giuseppe Cominotti, architetto, pittore e funzionario italiano († 1833)
- 12 settembre - Filippo Cassola, chimico e inventore italiano († 1869)
- 12 settembre - Benoît Gonod, insegnante, bibliotecario e inventore francese († 1849)
- 13 settembre - Gino Capponi, storico, politico e pedagogista italiano († 1876)
- 15 settembre - Domenico Savelli, cardinale italiano († 1864)
- 16 settembre - Heinrich von Bülow, diplomatico tedesco († 1846)
- 16 settembre - James Francis Stephens, entomologo, ornitologo e zoologo inglese († 1852)
- 17 settembre - Felice Merlo, politico italiano († 1849)
- 19 settembre - William Backhouse Astor, imprenditore statunitense († 1875)
- 19 settembre - Elizaveta Ksaver'evna Branickaja, nobildonna russa († 1880)
- 19 settembre - Filippo Grandi, politico, avvocato e giurista italiano († 1877)
- 21 settembre - Francesco Comencini, organista italiano († 1864)
- 21 settembre - Johann-Peter Eckermann, poeta tedesco († 1854)
- 26 settembre - William Hobson, esploratore e militare irlandese († 1872)
- 27 settembre - George Cruikshank, illustratore britannico († 1878)
- 29 settembre - Carel Hendrik Bartels, mercante, imprenditore e giudice ghanese († 1850)
- 29 settembre - Johann Bordolo von Boreo, militare austriaco († 1857)
- 29 settembre - Johann Nepomuk Hautle, politico e agricoltore svizzero († 1860)

## Ottobre(23)
- 3 ottobre - Francisco Morazán, militare e politico honduregno († 1842)
- 3 ottobre - Cipriani Potter, compositore, pianista e direttore d'orchestra inglese († 1871)
- 7 ottobre - Cornelia Sale Mocenigo Codemo, poetessa e traduttrice italiana († 1866)
- 10 ottobre - Aleksandr Nikolaevič Murav'ëv, generale, politico e nobile russo († 1863)
- 11 ottobre - Thomas Bell, zoologo, chirurgo e scrittore britannico († 1880)
- 11 ottobre - Antoine Blanc, arcivescovo cattolico francese († 1860)
- 12 ottobre - Christian Gottlob Gmelin, chimico tedesco († 1860)
- 13 ottobre - Moritz Hauptmann, compositore e musicologo tedesco († 1868)
- 13 ottobre - Francesco Landi, generale italiano († 1861)
- 14 ottobre - Bartolomeo Sestini, poeta italiano († 1822)
- 17 ottobre - Domenico Adamini, architetto svizzero († 1860)
- 17 ottobre - John Bowring, politico, diplomatico e scrittore britannico († 1872)
- 18 ottobre - Lucas Alamán, politico e storico messicano († 1853)
- 18 ottobre - Cyrus Pitt Grosvenor, religioso e inventore statunitense († 1879)
- 18 ottobre - Gulab Singh, indiano († 1857)
- 20 ottobre - Colin Campbell, generale britannico († 1863)
- 20 ottobre - Anton Bernhard Fürstenau, compositore e flautista tedesco († 1852)
- 24 ottobre - Richard K. Call, politico e generale statunitense († 1862)
- 25 ottobre - Jeanne Jugan, religiosa francese († 1879)
- 28 ottobre - Giuseppe Griffoli, diplomatico italiano († 1877)
- 28 ottobre - Luigi Poletti, ingegnere, architetto e filantropo italiano († 1869)
- 29 ottobre - Giacomo Antonini, generale e politico italiano († 1854)
- 31 ottobre - Jean-Baptiste Roman, scultore francese († 1835)

## Novembre(17)
- 2 novembre - Engelbert Sterckx, cardinale e arcivescovo cattolico belga († 1867)
- 4 novembre - Carlos Antonio López, politico e avvocato paraguaiano († 1862)
- 5 novembre - Vincenzo Roncalli, imprenditore, politico e filantropo italiano († 1872)
- 6 novembre - Carlo Bernardo Mosca, ingegnere, architetto e politico italiano († 1867)
- 11 novembre - Henry Thomas Peters, ebanista britannico († 1852)
- 12 novembre - Vitaliano VIII Borromeo, nobile e naturalista italiano († 1874)
- 13 novembre - Giuseppe Cadorin, abate e storico italiano († 1851)
- 15 novembre - William Marks, religioso e predicatore statunitense († 1872)
- 15 novembre - Isaac Toucey, politico e statistico statunitense († 1869)
- 21 novembre - Clemente Solaro della Margarita, politico italiano († 1869)
- 22 novembre - Mathurin-Joseph Brisset, scrittore, poeta e drammaturgo francese († 1856)
- 22 novembre - Ferdinando di Danimarca, principe danese († 1863)
- 23 novembre - Gioacchino Antonelli, vescovo cattolico italiano († 1859)
- 23 novembre - Václav Kliment Klicpera, scrittore e drammaturgo ceco († 1859)
- 23 novembre - Karl Heinrich Rau, economista tedesco († 1870)
- 26 novembre - Sarah Grimké, attivista statunitense († 1873)
- 28 novembre - Victor Cousin, filosofo francese († 1867)

## Dicembre(22)
- 1º dicembre - Francis Granger, politico statunitense († 1868)
- 1º dicembre - Nikolaj Ivanovič Lobačevskij, matematico e scienziato russo († 1856)
- 4 dicembre - Charles-Marie-Joseph Despine, politico francese († 1859)
- 4 dicembre - Giovanni Regis, magistrato e politico italiano († 1870)
- 5 dicembre - Andrés de Santa Cruz, politico peruviano († 1865)
- 6 dicembre - Guglielmo II dei Paesi Bassi, re († 1849)
- 7 dicembre - Abraham Jacob van der Aa, scrittore, biografo e geografo olandese († 1857)
- 8 dicembre - Gioacchino Ventura, predicatore, filosofo e teologo italiano († 1861)
- 11 dicembre - Joseph Mohr, prete austriaco († 1848)
- 12 dicembre - Alessandro Ypsilanti, patriota greco († 1828)
- 15 dicembre - Algernon Percy, IV duca di Northumberland, ammiraglio inglese († 1865)
- 17 dicembre - Antonio Corazzi, architetto italiano († 1877)
- 17 dicembre - George Hayter, pittore inglese († 1871)
- 19 dicembre - Andries Potgieter, politico boero († 1852)
- 20 dicembre - Nicolas Toussaint Charlet, pittore e incisore francese († 1845)
- 21 dicembre - Jacques Pierre Charles Abbatucci, politico francese († 1857)
- 22 dicembre - Pavel Aleksandrovič Katenin, poeta, drammaturgo e critico letterario russo († 1853)
- 25 dicembre - Antonio Adamini, architetto svizzero († 1846)
- 26 dicembre - Franz Hünten, compositore, pianista e chitarrista tedesco († 1878)
- 27 dicembre - Pietro Zorutti, poeta italiano († 1867)
- 29 dicembre - Archibald Alison, storico scozzese († 1867)
- 31 dicembre - Joseph-Silvestre Brun, scultore francese († 1880)

## Senza giorno specificato(44)
- Apostol Arsache, politico rumeno († 1874)
- Giovanni Azzurri, architetto italiano († 1858)
- Gustav Bischof, mineralogista tedesco († 1870)
- Henrik Anker Bjerregaard, poeta norvegese († 1842)
- Burke e Hare, serial killer britannico († 1829)
- Ottavio Campedelli, decoratore e pittore italiano († 1862)
- José María Carreño, politico venezuelano († 1849)
- Antonio Cascini, pittore italiano († 1854)
- Cirillo II di Gerusalemme, arcivescovo ortodosso greco († 1877)
- Darendeli Topal İzzet Mehmed Pascià, politico e ammiraglio ottomano († 1855)
- Gaetano De Marchi, politico italiano († 1868)
- Nikolaj Andreevič Dolgorukov, generale russo († 1847)
- Thomas Duff, architetto irlandese († 1848)
- Jean-Baptiste Duvergier, giurista francese († 1877)
- Alexander Hill Everett, diplomatico statunitense († 1847)
- August Franz von Haxthausen, agronomo tedesco († 1866)
- Andreas Kalvos, poeta greco († 1869)
- Johann Gottfried Ludwig Kosegarten, orientalista tedesco († 1860)
- Francesco Lombardi, attore teatrale italiano († 1846)
- Thomas MacQueen, generale britannico († 1840)
- Antonio Stefano Martini, generale, ammiraglio e diplomatico austriaco († 1861)
- Ernesto Melano, architetto e ingegnere italiano († 1867)
- Giovanni Giacomo Meyer, imprenditore svizzero († 1872)
- Christian Julius de Meza, generale danese († 1865)
- Girolamo Moech, pittore italiano († 1857)
- Nadira, poetessa uzbeka († 1842)
- Nara Singh, principe e generale indiano († 1850)
- Gaetano Parenti, politico italiano († 1866)
- Raffaele Poerio, militare e patriota italiano († 1853)
- James Pollard, pittore britannico († 1867)
- Venerando Pulizzi, militare e direttore di banda italiano († 1852)
- Alessandro Ricci, medico, disegnatore e esploratore italiano († 1834)
- Cosimo Sanminiatelli, politico italiano († 1850)
- David Sassoon, imprenditore e filantropo iracheno († 1864)
- Frederick Scheer, botanico tedesco († 1868)
- George Simpson, esploratore scozzese († 1860)
- James Simpson, generale britannico († 1868)
- Giovanni Antonio Tola, politico italiano († 1856)
- Alberto Trigona Joppolo, nobile, politico e militare italiano († 1856)
- Iancu Văcărescu, poeta, scrittore e drammaturgo romeno († 1863)
- Antonio Van Halen, militare e politico spagnolo († 1858)
- Pëtr Andreevič Vjazemskij, poeta e critico letterario russo († 1878)
- Karl Friedrich Wider, aracnologo tedesco († 1841)
- Franz Xaver Wührer, imprenditore austriaco († 1870)